# Miss Costa Rica
Miss Costa Rica är en skönhetstävling där kvinnor i åldrarna 18-27, vilka representerar de olika provinserna i Costa Rica tävlar om att få representera landet i olika internationella skönhetstävlingar. Vinnaren får representera landet i Miss Universum. Andra skönhetstävlingar som också står på spel i tävlingen är (eller har varit) Miss World, Miss International, Miss Earth, Miss Tourism Queen International, Reina Hispanoamericana, Miss Continente Americano, Miss America Latina, Miss Caribbean, Miss Global Cities, Miss Globe International, Miss Bikini International, Miss Asia Pacific, Miss Leisure och Miss Tourism World.

## Miss Costa Rica
| År   | Vinnare                                | Representerande  |                                                |
| ---- | -------------------------------------- | ---------------- | ---------------------------------------------- |
| 1954 | Marían Esquivel McKeown                | San José         | Top 15 i Miss Universum                        |
| 1955 | Clemencia Martínez de Montis           | Distrito Capital |                                                |
| 1956 | Anabella Granados                      | Heredia          | Miss Congeniality                              |
| 1957 | Sonia Cristina Icaza                   | San José         |                                                |
| 1958 | Eugenia María Valverde Guardia         | Guanacaste       |                                                |
| 1959 | Sonia Monturiol                        | Heredia          |                                                |
| 1960 | Leila Rodríguez                        | San José         |                                                |
| 1962 | Helvetia Albónico                      | Heredia          |                                                |
| 1963 | Sandra Chrysopulos Morúa               | San José         |                                                |
| 1965 | Mercedes Pinagal                       | Guanacaste       |                                                |
| 1966 | María Virginia Oreamuno                | Cartago          |                                                |
| 1967 | Rosa María Fernández                   | Guanacaste       |                                                |
| 1968 | Ana María Rivera                       | Distrito Capital |                                                |
| 1969 | Clara Freda Antillón                   | Distrito Capital |                                                |
| 1970 | Lilliam Berrocal                       | Cartago          |                                                |
| 1971 | Rosa María Rivera                      | San José         |                                                |
| 1972 | Victoria Eugenia (Vicky) Ross González | San José         |                                                |
| 1973 | María del Rosario (Rossy) Mora Badilla | Alajuela         |                                                |
| 1974 | Jeannette Rebeca Montagné              | Limón            |                                                |
| 1975 | María de los Angeles Picado González   | Alajuela         |                                                |
| 1976 | Silvia Jiménez Pacheco                 | Limón            |                                                |
| 1977 | Claudia María Garnier Arias            | Puntarenas       |                                                |
| 1978 | Maribel Fernández García               | San José         | Miss Photogenic                                |
| 1979 | Carla Facio Franco                     | Guanacaste       |                                                |
| 1980 | Bárbara Bonilla Herrero                | Distrito Capital |                                                |
| 1981 | Rosa Inés Solís Vargas                 | San José         |                                                |
| 1982 | Lilliana Corella Espinoza              | Heredia          |                                                |
| 1983 | María Gabriela Pozuela Castro          | Cartago          |                                                |
| 1984 | Silvia Portilla Vásquez                | Guanacaste       |                                                |
| 1985 | Rosibel Chacón Pereira                 | Puntarenas       |                                                |
| 1986 | Aurora Velásquez Arigño                | Limón            |                                                |
| 1987 | Ana María Bolaños Aguilar              | Alajuela         |                                                |
| 1988 | Ericka María Paoli González            | Heredia          |                                                |
| 1989 | Luana Freer Bustamante                 | Distrito Capital |                                                |
| 1990 | Julieta Posla Fuentes                  | Distrito Capital | 14:e plats i Miss Universum                    |
| 1991 | Viviana Muñoz Fernández                | Distrito Capital | 34:e plats i Miss Universum                    |
| 1992 | Jessica Stephanie Manley Fredrich      | Distrito Capital | 60:e plats i Miss Universum                    |
| 1993 | Catalina Rodríguez Carranza            | San José         | 40:e plats i Miss Universum                    |
| 1994 | Jasmín Morales Camacho                 | Limón            | 43:e plats i Miss Universum                    |
| 1995 | Beatriz Alejandra Alvarado Mejía       | Cartago          | 54:e plats i Miss Universum                    |
| 1996 | Dafne Zeledón Monge                    | Limón            | 45:e plats i Miss Universum                    |
| 1997 | Gabriela Aguilar Chavarría             | Cartago          | 12:e plats i Miss Universum                    |
| 1998 | Kisha Alvarado Murillo                 | Puntarenas       | MISS ASIA PACIF 1998 WINNER                    |
| 1999 | Arianna Bolaños Ugalde                 | Guanacaste       |                                                |
| 2000 | Laura Mata Mora                        | San José         |                                                |
| 2001 | Paola Calderón Hütt                    | Guanacaste       |                                                |
| 2002 | Merylin Villalta Castro                | Cartago          |                                                |
| 2003 | Andrea Ovares López                    | San José         |                                                |
| 2004 | Nancy Soto Martínez                    | Heredia          | Top 10 i Miss Universum                        |
| 2005 | Johanna Fernández Madrigal             | Valle del Bosque |                                                |
| 2006 | Fabriella María Quesada Sequeira       | Puntarenas       | Reina Internacional del Café                   |
| 2007 | Verónica María González Quesada        | Heredia          |                                                |
| 2008 | María Teresa Rodríguez Rodríguez       | Alajuela         |                                                |
| 2009 | Jessica María Umaña Solís              | San José         |                                                |
| 2010 | Marva Wright Ureña                     | San José         |                                                |
| 2011 | Johanna Solano                         | Heredia          | Top 10 i Miss Universum                        |
| 2012 | Nazareth Cascante                      | Alajuela         |                                                |
| 2013 | Fabiana Granados                       | Guanacaste       | Top 16 i Miss Universum Top 16 Miss Earth 2012 |
| 2014 | Karina Ramos                           | Heredia          | Top 20 Miss Supranational 2012                 |
| 2015 | Brenda Castro                          | Limón            | Miss Latinoamerica Internacional 2014          |
| 2016 | Carolina Rodríguez                     | Alajuela         |                                                |
| 2017 | Elena Correa                           | Heredia          |                                                |

## Statistik över vinnarna
| Representerande  | Nr | År                                                                     |
| ---------------- | -- | ---------------------------------------------------------------------- |
| San José         | 12 | 1954, 1957, 1960, 1963, 1971, 1978, 1981, 1993, 2000, 2003, 2009, 2010 |
| Heredia          | 9  | 1956, 1959, 1962, 1982, 1988, 2007, 2011, 2014, 2017                   |
| Distrito Capital | 8  | 1955, 1968, 1969, 1980, 1989, 1990, 1991, 1992                         |
| Guanacaste       | 8  | 1958, 1965, 1967, 1979, 1984, 1999, 2001, 2013                         |
| Cartago          | 7  | 1966, 1970, 1972, 1983, 1995, 1997, 2002                               |
| Limón            | 7  | 1974, 1976, 1986, 1994, 1996, 2004, 2015                               |
| Alajuela         | 6  | 1973, 1975, 1987, 2008, 2012, 2016                                     |
| Puntarenas       | 4  | 1977, 1985, 1998, 2006                                                 |
| Valle del Bosque | 1  | 2005                                                                   |